# Strachosław
Strachosław – wieś w Polsce położona w województwie lubelskim, w powiecie chełmskim, w gminie Kamień.
| SIMC    | Nazwa     | Rodzaj     |
| ------- | --------- | ---------- |
| 0104171 | Nadrzecze | przysiółek |

W 1921 roku Strachosław liczył 885 mieszkańców, w tym 868 Polaków i 16 Ukraińców (Rusinów). 856 mieszkańców wsi wyznawało rzymski katolicyzm, a 29 prawosławie. 
W latach 1973–83 w gminie Chełm. W latach 1975–1998 miejscowość administracyjnie należała do województwa chełmskiego. 
Wieś jest sołectwem w gminie Kamień. Według Narodowego Spisu Powszechnego (III 2011 r.) liczyła 706 mieszkańców i była drugą co do wielkości miejscowością gminy Kamień.
Wierni Kościoła rzymskokatolickiego należą do parafii św. Michała Archanioła w Kamieniu.

## Zabytki
Figura Najświętszej Marii Panny ufundowana przez mieszkańców wsi w 1906 roku. Przetrwała do dziś w stanie nienaruszonym.